# Lipinia
Lipinia es un género de lagartos perteneciente a la familia Scincidae. Se distribuyen por el Sudeste Asiático, la Wallacea y Oceanía.

## Especies
Según The Reptile Database:
- Lipinia albodorsalis (Vogt, 1932)
- Lipinia auriculata (Taylor, 1917)
- Lipinia cheesmanae (Parker, 1940)
- Lipinia inexpectata Das & Austin, 2007
- Lipinia infralineolata (Günther, 1873)
- Lipinia leptosoma (Brown & Fehlmann, 1958)
- Lipinia longiceps (Boulenger, 1895)
- Lipinia macrotympanum (Stoliczka, 1873)
- Lipinia miangensis (Werner, 1910)
- Lipinia nitens (Peters, 1871)
- Lipinia noctua (Lesson, 1826)
- Lipinia nototaenia (Boulenger, 1914)
- Lipinia occidentalis Günther, 2000
- Lipinia pulchella (Gray, 1845)
- Lipinia pulchra (Boulenger, 1903)
- Lipinia quadrivittata (Peters, 1867)
- Lipinia rabori (Brown & Alcala, 1956)
- Lipinia relicta (Vinciguerra, 1892)
- Lipinia rouxi Hediger, 1934
- Lipinia sekayuensis[2] Grismer, Ismail, Awang, Rizal & Ahmad, 2014
- Lipinia semperi (Peters, 1867)
- Lipinia septentrionalis Günther, 2000
- Lipinia subvittata (Günther, 1873)
- Lipinia surda Boulenger, 1900
- Lipinia venemai (Brongersma, 1953)
- Lipinia vittigera (Boulenger, 1894)
- Lipinia vulcania Girard, 1857
- Lipinia zamboangensis (Brown & Alcala, 1963)